# Pamela Yates
Pour les articles homonymes, voir Yates.
Pamela Yates, née le 16 juillet 1962 en Pennsylvanie, aux États-Unis, est une cinéaste documentariste américaine, aussi militante pour les droits de l'homme.
Elle a réalisé des films sur les crimes de guerre, le racisme et le génocide aux États-Unis et en Amérique latine, en mettant l'accent sur les réponses juridiques.

## Biographie
Elle a suivi les cours de l'Université de New York et de la Tisch School of the Arts.

## Filmographie

### Réalisateur

#### Cinéma
- 1983 : When the Mountains Tremble
- 1990 : Teatro!
- 1991 : Takeover
- 1997 : Poverty Outlaw
- 2002 : Presumed Guilty: Tales of the Public Defenders
- 2005 : State of Fear
- 2009 : The Reckoning: The Battle for the International Criminal Court
- 2011 : Granito
- 2014 : Disruption
- 2014 : Mother Tongue
- 2015 : Rebel Citizen
- 2017 : 500 Years

#### Télévision

##### Séries télévisées
- 2002 : Wide Angle
- 2009-2012 : P.O.V.

### Producteur

#### Cinéma
- 1997 : Poverty Outlaw

#### Télévision

##### Séries télévisées
- 1994 : TV Nation
- 1997 : Trauma: Life in the E.R.
- 2002 : Wide Angle
- 2008 : Carrier

##### Téléfilms
- 2008 : Another Day in Paradise

### Ingénieur du son

#### Cinéma
- 1981 : El Salvador: Another Vietnam
- 1983 : Anarchism in America
- 1983 : When the Mountains Tremble
- 1987 : U2: Outside It's America
- 1990 : Iron & Silk
- 1992 : Music for the Movies: Bernard Herrmann
- 1993 : The Last Party
- 2003 : Valley of Tears

#### Télévision

##### Séries télévisées
- 1986 : Omnibus

##### Téléfilms
- 1992 : Washington/Peru: We Ain't Winning

### Scénariste

#### Cinéma
- 2005 : State of Fear
- 2009 : The Reckoning: The Battle for the International Criminal Court
- 2014 : Disruption
- 2014 : Mother Tongue

#### Télévision

##### Séries télévisées
- 2002 : Wide Angle
- 2012 : P.O.V.

## Récompenses et distinctions

### Récompenses
- Bourse Guggenheim
- 1984 : Festival du film de Sundance : Grand prix du jury documentaires pour When the Mountains Tremble (partagé avec Newton Thomas Sigel )
- 2012 : Washington DC Filmfest : Justice Matters Award pour Granito

### Nominations
- Festival du film de Sundance :
  - 1990 : Grand prix du jury documentaires pour Teatro! (partagé avec Ruth Shapiro et Edward Burke)
  - 1991 : Grand prix du jury documentaires pour Takeover (partagé avec Peter Kinoy)
  - 1997 : Grand prix du jury documentaires pour Poverty Outlaw (partagé avec Peter Kinoy)
  - 2009 : Grand prix du jury documentaires pour The Reckoning: The Battle for the International Criminal Court